# Астраханка (Северо-Казахстанская область)
Астраханка (каз. Астраханка) — село в Аккайынском районе Северо-Казахстанской области Казахстана. Административный центр Астраханского сельского округа. Код КАТО — 595835100.

## Население
В 1999 году численность населения села составляла 969 человек (470 мужчин и 499 женщин). По данным переписи 2009 года, в селе проживало 842 человека (406 мужчин и 436 женщин).